# Marché rond
Le Marché rond (Круглый рынок) est un bâtiment construit par Giocomo Quarenghi en 1790 et inscrit au patrimoine architectural de la ville de Saint-Pétersbourg. Il se trouve en plein centre historique de la ville près du pont des Grandes Écuries qui enjambe la Moïka. En fait, le plan du bâtiment est triangulaire avec au sommet du triangle une partie arrondie, d'où sa dénomination.

## Histoire
Le bâtiment se trouve à l'emplacement d'un ancien marché construit au début du XVIIIe siècle, le marché finnois, renommé ensuite le marché Khartchevy qui brûla en 1732. L'on construisit alors une grande place, la place des Apothicaires (du nom de la rue à proximité), qui accueillait les marchands. Un marché couvert de bois est édifié au milieu en 1782 et reconstruit en pierre entre 1785 et 1790 selon le projet de Quarenghi. Le marché comprenait vingt et une échoppes, louées à l'année par les marchands. Il était entouré aussi d'une galerie intérieure. On y vendait surtout de la viande, du lait et des légumes.
Les échoppes sont restaurées au milieu du XIXe siècle et peu à peu jusqu'en 1914.
Le Marché rond est aménagé dans les années 1930 en immeuble d'habitation et perd tout son caractère d'origine. La galerie n'est plus visible et l'on construit trois étages de logements. C'est en 1969 qu'il est décidé de lui faire retrouver son aspect d'antan. Les travaux débutent ensuite, mais s'interrompent en 1971. Finalement on y installe un atelier et un magasin de couture et les arcades sont bouchées avec des vitrines.
Divers comités de sauvegarde du patrimoine architectural, dont le Comité municipal de la sauvegarde du patrimoine culturel de Saint-Pétersbourg, soulèvent la question d'une nouvelle restauration en 2006, pour lui redonner sa fonction d'origine, mais les expertises donnent un avis négatif à cause de l'état du bâtiment et préconisent de garder les murs extérieurs et de lui donner une autre vocation fonctionnelle.

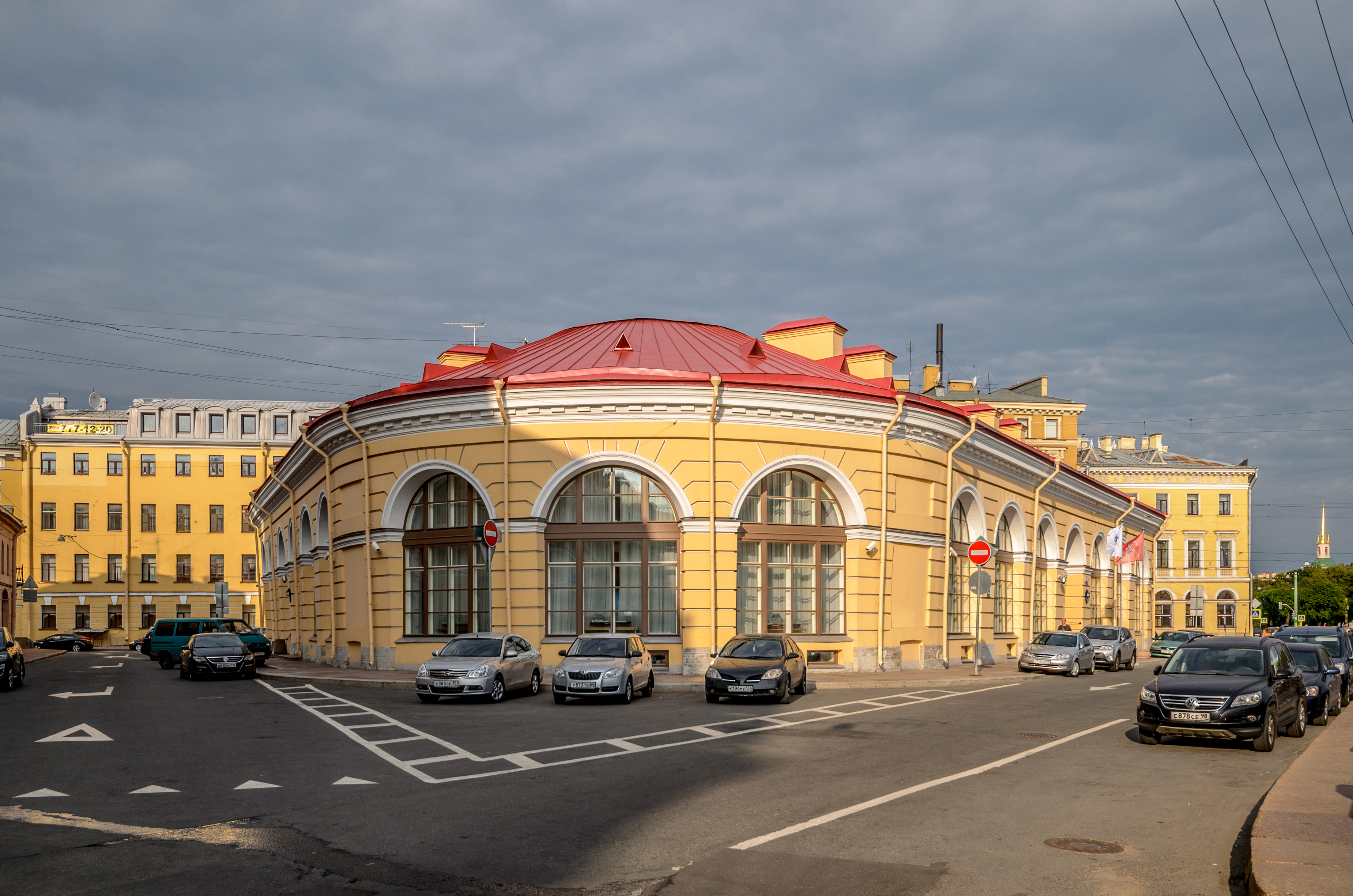
Vue du Marché rond après restauration
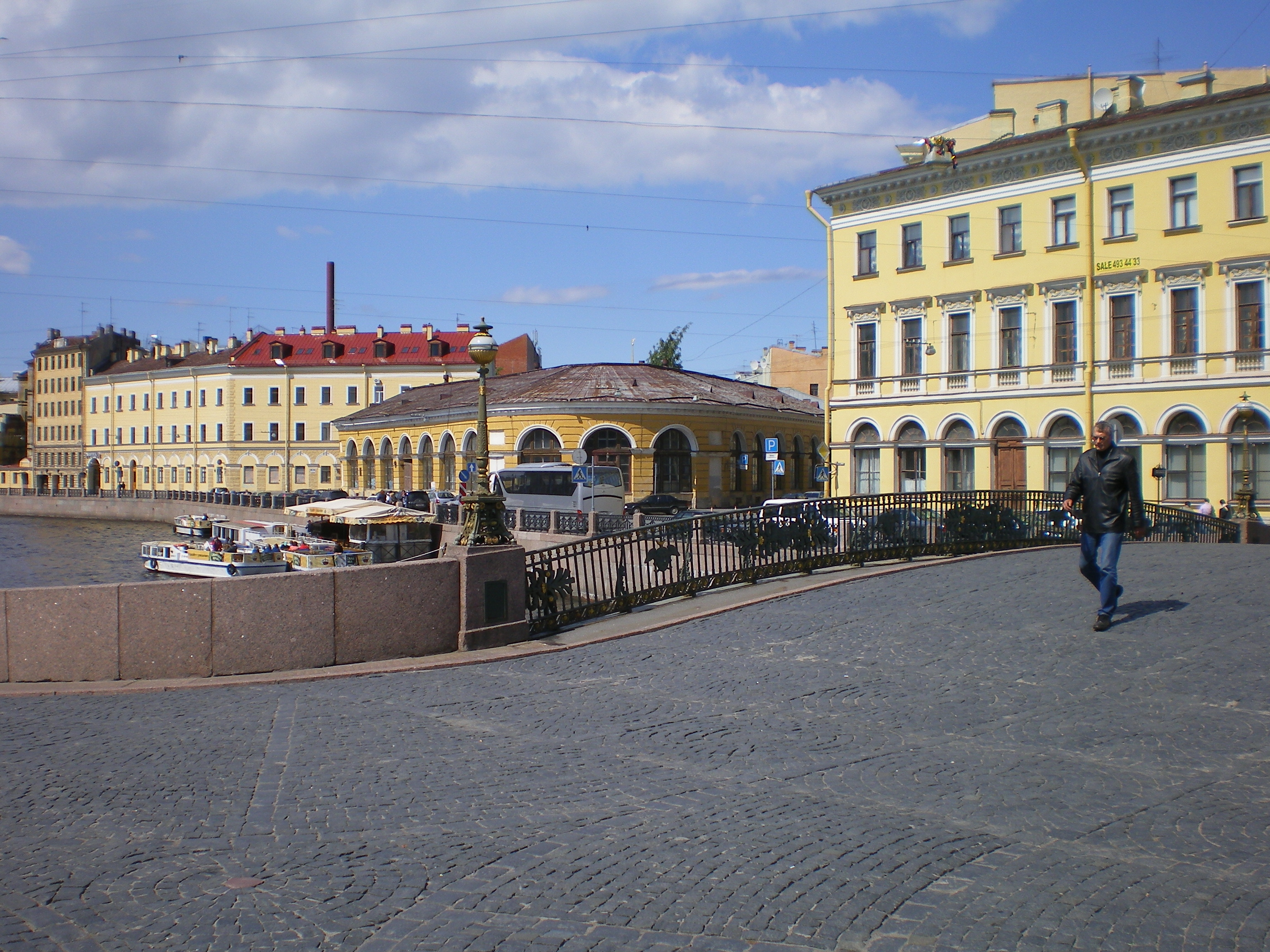
Vue du Marché rond à partir du pont des Trois Arcs

## Sources
- (ru) Cet article est partiellement ou en totalité issu de l’article de Wikipédia en russe intitulé « Круглый рынок » (voir la liste des auteurs).